# 性臭めすカマキリ
『性臭めすカマキリ』（せいしゅうめすカマキリ、仏: Les Chiennes、または Le Manoir aux louves）は、ジャン・ブルトンの同名小説に基づくフランスの映画。ミシェル・ルモワンが監督、1972年に撮影され、1973年に公開された。

## ストーリー
広大な屋敷に暮らす富豪の女主人ヴィリアンヌ（ジャニーヌ・レイノー）は退屈を持て余しては、欲求不満解消のため金でジゴロを雇い入れていた。今日もそんな男の1人エリック（ミシェル・ルモワン）が面接に訪れていた。しかしヴィリアンヌは気に入らず、金だけ渡して追い返した。その夜、エリックは密かに屋敷に舞い戻り闇に乗じて塀を乗り越えて忍び込み、寝室で眠るヴィリアンヌを手早くベッドに拘束した。目を覚まし非難するヴィリアンヌに、ちゃんと自分の能力を確かめて欲しいと告げて性行為に及んだ。エリックの性技に陥落したヴィリアンヌは彼を1か月雇う事にした。
エリックは生粋の女好きであった。使用人の女性にちょっかいを出している程度の事には、少なくとも表面上は笑って済ましていたヴィリアンヌであったが、全寮制の学校から戻って来た純真無垢の妹テッサ（ナタリー・ゼジェル）に彼が手を出すに及び、堪忍袋の緒を切らしてエリックを屋敷から追い出した。ヴィリアンヌは猟場番人のピエール（イーヴ・マルアニ）にエリックが屋敷に勝手に戻って来たら直ちに殺すように命じ、褒美は自分自身であると付け加えた（ピエールはかつてヴィリアンヌのひと夏の愛人であった）。
車で遠ざかりながらエリックは心の中でヴィリアンヌを罵り続けた。ヴィリアンヌもまた、今迄で最低の男に心と身体を許してしまったと毒突いていた。しかし一時の激情が治まって来ると、互いに相手を忘れ難くなっている事に気が付いた。屋敷に取って返したエリックはヴィリアンヌと再び愛し合った。しかしヴィリアンヌがピエールへの命令の解除を失念していたため、庭を散歩していたエリックは鉈を手にしたピエールに追いつめられてしまう。エリックを惨殺したピエールは「褒美」を受取りに女主人の部屋に向かう。エリックが戻って来たと思って振り向いたヴィリアンヌの目に映ったのは、返り血を浴びたピエールの姿だった。ヴィリアンヌの悲鳴が広大な屋敷に空しく響き渡る。

## キャスト
- ジャニーヌ・レイノー（フランス語版）: ヴィリアンヌ
- ミシェル・ルモワン（英語版）: エリック
- ナタリー・ゼジェル（フランス語版）: テッサ
- フランソワーズ・ダミアン: アンヌ
- ラターナ・ドゥコー: リズベート
- マリー＝エレーヌ・レーニュ（フランス語版）: ジョエル
- ヴィジニー・ヴィニョン: マルティーヌ
- イーヴ・マルアニ: ピエール
- ダニエル・シスモンディ: オリヴィエ
- ジャン・ベルジェ（フランス語版）: 夫[2]